# أليكس تيكسيرا
اليكس تيكسيرا سانتوس (بالبرتغالية: Alex Teixeira Santos) (مواليد 6 يناير 1990 في دوق دي كاكسياس، البرازيل)، هو لاعب كرة قدم برازيلي يلعب حاليًا لصالح فاسكو دا غاما البرازيلي. كان يلعب مع نادي شاختار دونيتسك كلاعب وسط مهاجم. وقد بدأ حياته المهنية مع فريق نادي فاسكو دا غاما مع أول ظهور له في الأندية الاحترافية في سن 18 عامًا، وقبل الانتقال إلى نادي شاختار دونيتسك في نوفمبر 2009. و ظهوره في نادي شاختار دونيتسك كان في 20 مارس 2010. وتوج لفريق المنتخب للأقل من 17 سنة وللأقل من 20 سنة. لاعب المنتخب البرازيلي لكرة القدم تحت 20 عامًا. حاصل على أفضل لاعب في كاس العالم للشباب عمره 21 عامًا. حصل على أفضل صاحب كرة فضية في كأس العالم للشباب تحت ال 20 عامًا.

## روابط خارجية
- أليكس تيكسيرا على موقع الاتحاد الدولي (مؤرشف)  (الإنجليزية)
- أليكس تيكسيرا على موقع الاتحاد الأوربي (الإنجليزية)
- أليكس تيكسيرا على موقع اتحاد تركيا (لاعب) (الإنجليزية)
- أليكس تيكسيرا على موقع اتحاد أوكرانيا (الإنجليزية)
- أليكس تيكسيرا على موقع قاعدة بيانات كرة القدم.إي يو (الإنجليزية)
- أليكس تيكسيرا على موقع ليكيب (الفرنسية)
- أليكس تيكسيرا على موقع Soccerway.com (الإنجليزية)
- أليكس تيكسيرا على موقع عالم كرة القدم.نت (الإنجليزية)
- أليكس تيكسيرا على موقع كووورة
- أليكس تيكسيرا على موقع AS.com (الإسبانية)